# Tito Vespasiano Strozzi

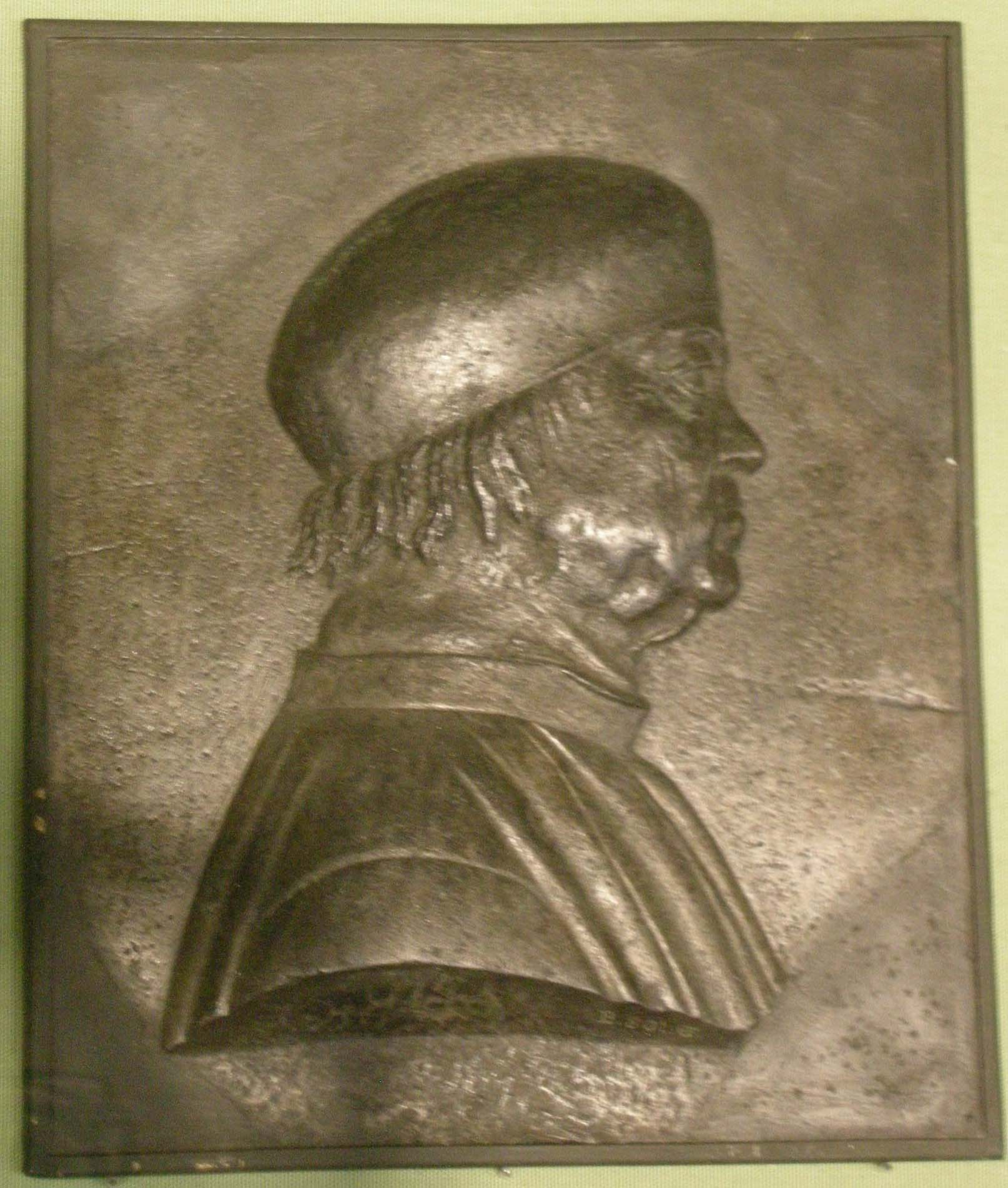
Tito Vespasiano Strozzi

Tito Vespasiano Strozzi (Ferrara, mei 1424 - Recano, 30 augustus 1505) was een Italiaanse Neolatijnse dichter.

## Leven
Strozzi's vader, een telg van de beroemde Strozzi-familie uit Florence, vestigde zich vrijwillig in Ferrara en trouwde daar Costanza Costabili (†1426). 
Tito had drie broers: Niccolò, Lorenzo en Roberto en evenveel zussen, van wie de bekendste Lucia is, moeder van dichter Matteo Maria Boiardo. 
Na de dood van zijn ouders nam zijn oom Paolo Costabili hem op. Onderwijs in het humanisme kreeg hij van zijn grootvader Alberto Costabili en vooral van Guarino da Verona, die, in 1429 aangesteld door Leonello d'Este als stadhouder, zijn eigen school begint. 
Tito volgt daar dus onderwijs met als medeleerlingen onder andere Basinio da Parma, Ludovico Carbone, Zaccaria Barbaro en Janus Pannonius. 
Onderwezen in klassieke literatuur begint hij zijn dichterscarrière al op zijn dertiende. 
Als hij Leonello d'Este prijst in zijn werken wordt hij dan ook in zijn kring opgenomen. En tijdens de macht van Borso d'Este wordt hij aangesteld als eerste hofdichter. Zijn hele familie geniet in aanzien, en met name zijn broer Lorenzo, als compagnon, vriend en geheim raadsheer van de prins: Borso laat hem het landgoed van Quartisana en Ostellato aan Tito geven. 
Zijn erkenning als elegisch en epigrammatisch dichter laat niet op zich wachten, niet alleen in Ferrara raakt hij bekend, maar zelfs door heel Italië. En hoewel Borso een voorkeur had voor ridderromans, zag hij het belang om de eerste Neolatijnse dichter aan zijn hof te hebben. 
In deze tijd krijgt hij ook de bijnaam Vespasiano toegekend door Ludovico Carbone in zijn dialoog De VII litteris huius nominis Borsias, verwijzend naar de Romeinse keizer. Deze naam werd wel onder humanisten voor hem gebruikt, maar hij heeft er nooit een document mee ondertekend.
In 1470 tot ridder geslagen, trouwt Tito Domitilla Rangone, van wie de familie al sinds de dertiende eeuw van de Este's afstamde. Samen krijgen ze acht kinderen. 
Vanaf 1477 verandert zijn leven plotseling. In dit jaar sterven er zeven familieleden, waaronder zijn broer Niccolo en zijn dochter Violanta. In de jaren die volgen bouwt hij een flinke carrière op en komt hij door de vele politieke verantwoordelijkheden niet meer toe aan zijn privé-leven en de dichtkunst. In de oorlog tussen Venetië en Ferrara (1482-1484) vervult hij vele functies van luitenant tot kapitein. 
Eind januari 1484 wordt hij commissaris te Lugo. Maar in augustus wordt hij al afgezonden om de nieuwe paus eer te betonen. Daar krijgt hij de kans de bibliotheek te mogen gebruiken en krijgt hij weer inspiratie. Als hij in 1485 nog niet terug is, wordt zijn vrouw, die hem intussen in zijn functies verving, ernstig ziek en sterft. 
De laatste jaren van zijn leven zijn erg somber. Hij krijgt op 11 september 1497 de hoogste verantwoordelijkheid voor de financiën van de d'Estes als Giudice de' XII savi. Maar de bevolking is uitgehongerd en moe van de oorlog en de zaken lopen niet goed. Ercole d'Este legt de schuld geheel bij Strozzi. De situatie is zo ernstig dat hij al zijn rechten en bezittingen verliest. 
In 1505 sterft hij in Recano. 

## Werken
Zoals hierboven al vermeld staat, was Strozzi al vroeg begonnen met schrijven. Op zijn dertiende schreef hij al zijn eerste Latijnse gedichtjes, die niet bewaard zijn gebleven. In 1441, toen hij zestien jaar was, werkte hij mee aan een verzameling grafschriften voor de gestorven Niccolò III d’Este, markies van Ferrara.
Rond deze tijd werd hij ook verliefd op een schone blondine uit Ferrara. Dit was voor Strozzi aanleiding om zich te storten op de liefdeselegie. In 1443 kwam zijn eerste verzameling liefdeselegieën uit. Het was de eerste liefdeselegiebundel die in Ferrara verscheen.
Strozzi noemde zijn elegiebundel Eroticon liber, in parallel met het Griekse Erotika in de Anthologia Planudea. Strozzi refereert aan zijn minnares met de naam 'Anthia', een naam die in de Ephesiaka van Xenophon van Ephesus eerder voorkomt. In de gedichten zijn de invloeden van de klassieke Latijnse elegiedichters Propertius, Ovidius en vooral van Tibullus duidelijk zichtbaar.
Strozzi stelde zijn werk steeds meer op aan de d’Este familie. Zijn Eroticon liber was opgedragen aan markies Leonello d’Este. Daarnaast schreef hij ook twee epyllia voor Leonello. Nog voor 1450, het jaar dat Leonello stierf, heeft Strozzi een tweede uitgave van de Eroticon uitgegeven, ook opgedragen aan Leonello. Deze uitgave bestond uit de eerdere (bewerkte) elegieën, nieuwe elegieën waarin Strozzi doorgaat over zijn liefde voor Anthia, maar ook elegische brieven aan zijn humanistische vrienden en enkele epigrammen.
Onder Leonello’s opvolger Borso wordt Strozzi hofdichter van de d’Este familie. In 1453 wordt een derde verzameling van de Eroticon (her)uitgegeven. Het liefdesthema wordt in zijn elegieën steeds meer naar de achtergrond gedrukt. Zijn liefde met Anthia is verbroken. Hij heeft nog wel een nieuwe liefde, die hij in zijn elegieën 'Phylliroe' noemt, maar als zij in 1463 sterft, houdt Strozzi helemaal op met liefdeselegie. 
Strozzi heeft in deze tijd (tussen 1450 en 1460) ook enkele eclogae geschreven, naar het voorbeeld van Vergilius. Strozzi haalde veel inspiratie uit zijn landgoed en bezittingen die hij bezat. Strozzi had veel navolgers die zich ook gingen storten op de eclogae. Er zijn slechts drie van Strozzi’s eclogae over.
Strozzi stond in hoog aanzien bij hertog Borso en dat was wederzijds. Borso’s daden werden al in sommige elegieën in de Eroticon verheerlijkt. Strozzi ging verder: in 1460 begon hij aan een heel epos voor Borso, de Borsias. Net als Vergilius’ Aeneis had hij de intentie twaalf boeken te maken.
In 1471 stierf Borso echter. Onder zijn opvolger Ercole had Tito in eerste instantie veel minder privileges. In 1475 wijdt hij echter wel zeven elegieën aan Ercole. Deze bundel staat nu bekend als de Aeolostichon liber I. Strozzi raakte weer in gunst bij de hertog. Hij begint een politieke carrière en blijft daarnaast ook schrijven. Strozzi probeert verder te werken aan de Borsias, maar krijgt daar niet altijd kans toe door zijn nieuwe politieke functies. Uiteindelijk heeft Strozzi tien van de twaalf geplande boeken af weten te maken. 
Strozzi heeft uiteindelijk zes boeken van de Erotica, vier boeken Aeolosticha, tien boeken van de Borsias en nog verschillende eclogae, epigrammen en epyllia geschreven. Zijn laatste wens, die hij voor zijn dood tegen zijn zoon Ercole uitte, was zijn gehele oeuvre in één bundel te zien. Helaas werd Ercole binnen drie jaar vermoord en is deze wens nooit uitgekomen. Zijn gedichten zijn in 1514, samen met de gedichten van Ercole, echter nog wel samengebundeld uitgegeven door Aldus Manutius in de bundel Strozii poetae, pater et filius, maar hierin kwam niet zijn complete werk te staan, de Borsias zat er niet bij.